# Scottish League Cup 1986/87
Der Scottish League Cup wurde 1986/87 zum 41. Mal ausgespielt. Der schottische Ligapokal, begann am 12. August 1986 und endete mit dem Finale am 26. Oktober 1986. Am Wettbewerb nahmen die Vereine der Scottish Football League teil. Wurde ein Duell nach 90 Minuten plus Verlängerung nicht entschieden, kam es zum Elfmeterschießen. Den Titel sicherten sich zum 14. Mal die Rangers im Old-Firm-Finale gegen Celtic.

## 1. Runde
Ausgetragen wurden die Begegnungen am 12. und 13. August 1986.
|                  | Ergebnis |                    |
| ---------------- | -------- | ------------------ |
| Albion Rovers    | 3:1      | Berwick Rangers    |
| FC Arbroath      | 2:1      | Raith Rovers       |
| FC Cowdenbeath   | 0:1      | FC St. Johnstone   |
| FC Livingston    | 1:4      | Stirling Albion    |
| FC Stenhousemuir | 1:0      | FC Queen’s Park    |
| FC Stranraer     | 0:2      | East Stirlingshire |

## 2. Runde
Ausgetragen wurden die Begegnungen am 19. und 20. August 1986.
|                      | Ergebnis              |                     |
| -------------------- | --------------------- | ------------------- |
| Brechin City         | 0:1 n. V.             | Hamilton Academical |
| FC Clyde             | 2:1                   | FC Falkirk          |
| Heart of Midlothian  | 0:2                   | FC Montrose         |
| FC Aberdeen          | 4:0                   | Alloa Athletic      |
| Albion Rovers        | 2:2 n. V. (?:? i. E.) | Forfar Athletic     |
| Celtic Glasgow       | 2:0                   | Airdrieonians FC    |
| FC Clydebank         | 3:0                   | FC St. Johnstone    |
| FC Dumbarton         | 1:0                   | Stirling Albion     |
| Dunfermline Athletic | 0:2                   | FC St. Mirren       |
| Hibernian Edinburgh  | 1:0                   | East Stirlingshire  |
| FC Kilmarnock        | 1:2                   | Ayr United          |
| Greenock Morton      | 2:5 n. V.             | FC Dundee           |
| FC Motherwell        | 4:0                   | FC Arbroath         |
| Partick Thistle      | 0:1                   | FC East Fife        |
| Queen of the South   | 0:1                   | Dundee United       |
| FC Stenhousemuir     | 1:4                   | Glasgow Rangers     |

## 3. Runde
Ausgetragen wurden die Begegnungen am 27. August 1986.
|                     | Ergebnis              |                     |
| ------------------- | --------------------- | ------------------- |
| FC Aberdeen         | 3:1                   | FC Clyde            |
| Ayr United          | 0:3                   | Dundee United       |
| Celtic Glasgow      | 3:0                   | FC Dumbarton        |
| FC Dundee           | 4:0                   | FC Montrose         |
| FC East Fife        | 0:0 n. V. (?:? i. E.) | Glasgow Rangers     |
| Forfar Athletic     | 5:1                   | FC St. Mirren       |
| Hamilton Academical | 0:1                   | Hibernian Edinburgh |
| FC Motherwell       | 2:0                   | FC Clydebank        |

## Viertelfinale
Ausgetragen wurden die Begegnungen am 3. September 1986.
|                     | Ergebnis              |                 |
| ------------------- | --------------------- | --------------- |
| Glasgow Rangers     | 3:1 n. V.             | FC Dundee       |
| Hibernian Edinburgh | 1:2                   | Dundee United   |
| FC Motherwell       | 2:1 n. V.             | Forfar Athletic |
| Celtic Glasgow      | 1:1 n. V. (?:? i. E.) | FC Aberdeen     |

## Halbfinale
Ausgetragen wurden die Begegnungen am 23./24. September 1986.
|                 | Ergebnis              |                |
| --------------- | --------------------- | -------------- |
| Glasgow Rangers | 2:1                   | Dundee United  |
| FC Motherwell   | 2:2 n. V. (?:? i. E.) | Celtic Glasgow |

## Finale
| Glasgow Rangers                            | Glasgow Rangers | Celtic Glasgow | Celtic Glasgow |
| ------------------------------------------ | --- | --- | -------------- |
| Glasgow Rangers                            | \| 26. Oktober 1986 in Glasgow (Hampden Park) \| \| Ergebnis: 2:1 (0:0) \| \| Zuschauer: 74.219 \| \| Schiedsrichter: D. Syme \|                                                                                         | \| 26. Oktober 1986 in Glasgow (Hampden Park) \| \| Ergebnis: 2:1 (0:0) \| \| Zuschauer: 74.219 \| \| Schiedsrichter: D. Syme \|                                                                       | Celtic Glasgow |
| Glasgow Rangers                            | Chris Woods – Jimmy Nicholl, Ally Dawson, Terry Butcher , Stuart Munro – Cammy Fraser, Ian Durrant (Dave MacFarlane), Derek Ferguson, Ted McMinn – Davie Cooper, Ally McCoist (Robert Fleck) Cheftrainer: Graeme Souness | Packie Bonner – Peter Grant, Murdo MacLeod, Roy Aitken , Derek Whyte – Mark McGhee (45. Owen Archdeacon), Brian McClair Paul McStay, Tony Shepherd – Mo Johnston, Alan McInally Cheftrainer: David Hay | Celtic Glasgow |
| Glasgow Rangers                            | 1:0 Durrant (62.) 2:1 Cooper (84., Elfmeter) | 1:1 McClair (70.) | Celtic Glasgow |
| Glasgow Rangers                            | Johnston (87.) | | Celtic Glasgow |
| 26. Oktober 1986 in Glasgow (Hampden Park) | | |                |
| Ergebnis: 2:1 (0:0)                        | | |                |
| Zuschauer: 74.219                          | | |                |
| Schiedsrichter: D. Syme                    | | |                |